# Henrik Plötz
Hans Heinrich "Henrik" Plötz (6. januar 1747 i Pinneberg i Holsten – 25. december 1830 i København) var en tysk maler og mekaniker, men virksom i Danmark, far til Carl Plötz.

## Fløjtenist
Plötz' far, Hans Plötz, var tømrermester; moderen var Cathrine Dorothea født Sibbert. Efter forældrenes tidlige død kom han i huset hos en slægtning, til general Cæsar Læsar von Lüttichau tilfældigt opdagede hans musikalske evner. Han tog ham med sig til Fredericia og lod ham oplære i musik og sprog. 1767 kom han med kammerherre Warnstedt til København, hvor han 1768 blev ansat i Det Kongelige Kapel. 1771 fulgte han Warnstedt på en udenlandsrejse, men måtte på grund af sygdom blive tilbage i Schweiz.

## Kaster sig over maleriet
At spille fløjte, der var hans hovedinstrument, blev ham fuldstændig forbudt 1773, og i Genf lagde han sig så med held efter emaillemaleri. Denne beskæftigelse bragte ham i forbindelse med maleren Jacques-Charles Oudry, som han traf i Lausanne, og han mødte senere emaljemaleren Pièrre-Franois Marcinhes, der underviste Plötz i 3/4 år. Der lærte han maleren Jean-Étienne Liotard at kende og var en tid forlovet med hans datter.
Endvidere stiftede han bekendtskab med naturforskeren og filosoffen Charles Bonnet. Han blev optaget i dennes hus, tegnede naturhistoriske genstande til hans værker, og ved siden af at være miniaturmaler, hvorved han tjente ikke ubetydeligt, syslede han med mekaniske opfindelser, blandt hvilke nævnes en pantograf og den såkaldte physionotrace, der dog også tilskrives franskmanden Gilles-Louis Chrétien. Det er også Plötz' fortjeneste, at danske kunstnere som Jens Juel og J.F. Clemens blev så vel modtaget i Schweiz.
Efter Bonnets død 1793 drog han til Italien og der fra til Posen i håb om en ansættelse hos ærkebispen af Poznań, fyrst Ignacy Raczyński, som han dog ikke fik (1796).

## Tilbage i Danmark som hofmekanikus
Han vendte så 1799 tilbage til Danmark, hvor han ca. 1809 blev hofmekanikus og foruden anden understøttelse fik et større lån af staten til indretning af et maskinværksted, som 1810 fik plads i en til ham særlig købt gård i København. Hvad han frembragte, synes væsentlig at have været forskellige præcisionsinstrumenter, som sattes højt, og det er karakteristisk, at man ved Selskabet for indenlandsk Kunstflids udstillinger i 1810 og 1811 ikke turde modtage alle de instrumenter, han tilbød at udstille, "fordi de ved Forevisning af enhver anden end ham selv let kunde beskadiges". Straks efter sin ankomst her til landet søgte han at blive medlem af Kunstakademiet, men han opgav at indsende de ønskede miniaturportrætter. 1790 var han blevet medlem af Akademie der Künste i Berlin.
Blandt de af ham opfundne maskiner nævnes en til at "stemple Bankosedler med, som ingen dødelig skal kunne eftergjøre". Han skal også have tegnet forskellige møbler. Han blev Dannebrogsmand 1809 og Ridder af Dannebrog 1810.
18. september 1801 havde han i København ægtet Anna Marie Petersen fra Sønderborg (27. november 1763 i Sønderborg – 31. december 1825 i København), datter af Peter Petersen Andersen og Anna Maria Stalhorn.
Henrik Plötz er begravet på Garnisons Kirkegård.
Han er repræsenteret på Statens Museum for Kunst, Vejle Kunstmuseum og Reventlow-Museet Pederstrup.
Plötz er gengivet en en tegning af sønnen Carl Plötz (Det Nationalhistoriske Museum på Frederiksborg Slot), tegning efter denne af samme med ordner tilføjet 1821, litograferet af Ludvig Fehr. Litografi af Carl Plötz.